# هاوغسدورف
هاوغسدورف (بالألمانية: Haugsdorf) هي بلدة تقع في منطقة هولابرون في النمسا السفلى.